# Aeropuerto Internacional del Bajío

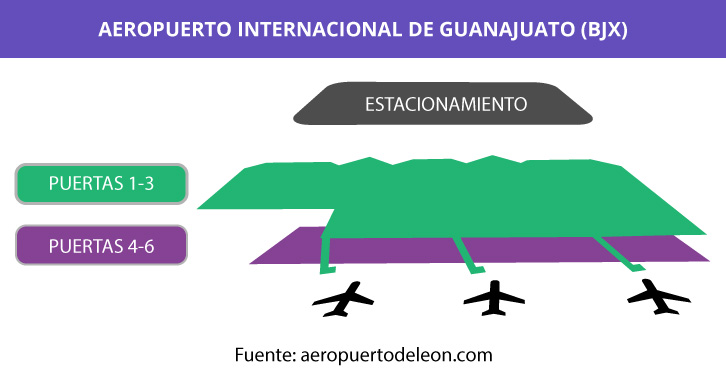
Diagrama del aeropuerto.

El Aeropuerto Internacional Del Bajío  o Aeropuerto Internacional de Guanajuato (Código IATA: BJX - Código OACI: MMLO - Código DGAC: BJ1), es un aeropuerto internacional localizado en el municipio de Silao. Maneja el tráfico aéreo nacional e internacional del área que incluye a la Zona metropolitana de Leon, así como de las ciudades de Irapuato, Salamanca, Celaya, San Miguel de Allende y a la capital del estado, Guanajuato.

## Información
El Aeropuerto Internacional de Guanajuato se encuentra en el estado de Guanajuato el cual se localiza en la zona centro del país y forma parte de la región conocida como El Bajío.
La creciente actividad industrial de la zona del Bajío, se ha reflejado en un incremento sustancial de la demanda de transporte aéreo de largo alcance, para comunicarla con otros centros productivos y turísticos, tanto del extranjero como del país. Fue inaugurado el 22 de febrero de 1990 por el presidente Carlos Salinas de Gortari.
Para atender esta demanda, las instalaciones con las que se contaba en 1999, resultaban insuficientes, por lo anterior, el GAP, realizó los estudios pertinentes y con base en éstos se definió la conveniencia de realizar las ampliaciones, mejorar el equipamiento y los servicios, destinados a los usuarios del aeropuerto.
El Aeropuerto Internacional de Guanajuato tiene una capacidad de atender 26 vuelos por hora, cuenta también con una nueva zona de carga denominada Puerto Interior el cual conecta al aeropuerto con los diferentes medios de transportación y abastecimiento como el tren de carga y camiones de carga o de distribución, así como también permite acoplar aviones de grandes dimensiones.
En febrero de 2001 este aeropuerto recibió al Air Force One durante la visita del Presidente George W. Bush al entonces Presidente Vicente Fox.
En noviembre de 2010, con motivo del 37.º aniversario luctuoso de José Alfredo Jiménez, el senador Carlos Navarrete Ruiz (PRD) hizo pública la iniciativa para que este puerto aéreo lleve el nombre del compositor dolorense, emulando otras iniciativas que ha prosperado, como la de llamar John Lennon al aeropuerto de Liverpool; Louis Armstrong al internacional de Nueva Orleans; Antonio Carlos Jobim al de Río de Janeiro y Astor Piazzolla el de Mar del Plata. 
El 23 de marzo de 2012, el aeropuerto recibió al Papa Benedicto XVI, procedente de un vuelo directo de Roma, Italia durante su primera y única visita a México.
Para el 2021, Guanajuato recibió a 2,119,000 de pasajeros, mientras que para 2022 recibió a 2,581,976 de pasajeros, según datos publicados por el Grupo Aeroportuario del Pacífico.
A finales de 2015, se comenzó a trabajar en la construcción de una pista de rodaje paralela a toda la longitud de la pista. En agosto de 2016, el aeropuerto abrió su primera y única sala VIP, la VIP Lounge, mientras que se comenzó con los trabajos de modernización y expansión del área de salidas y la modernización de toda la terminal que incluye una renovación del área de aduanas y migración.

## Aerolíneas y destinos

### Pasajeros

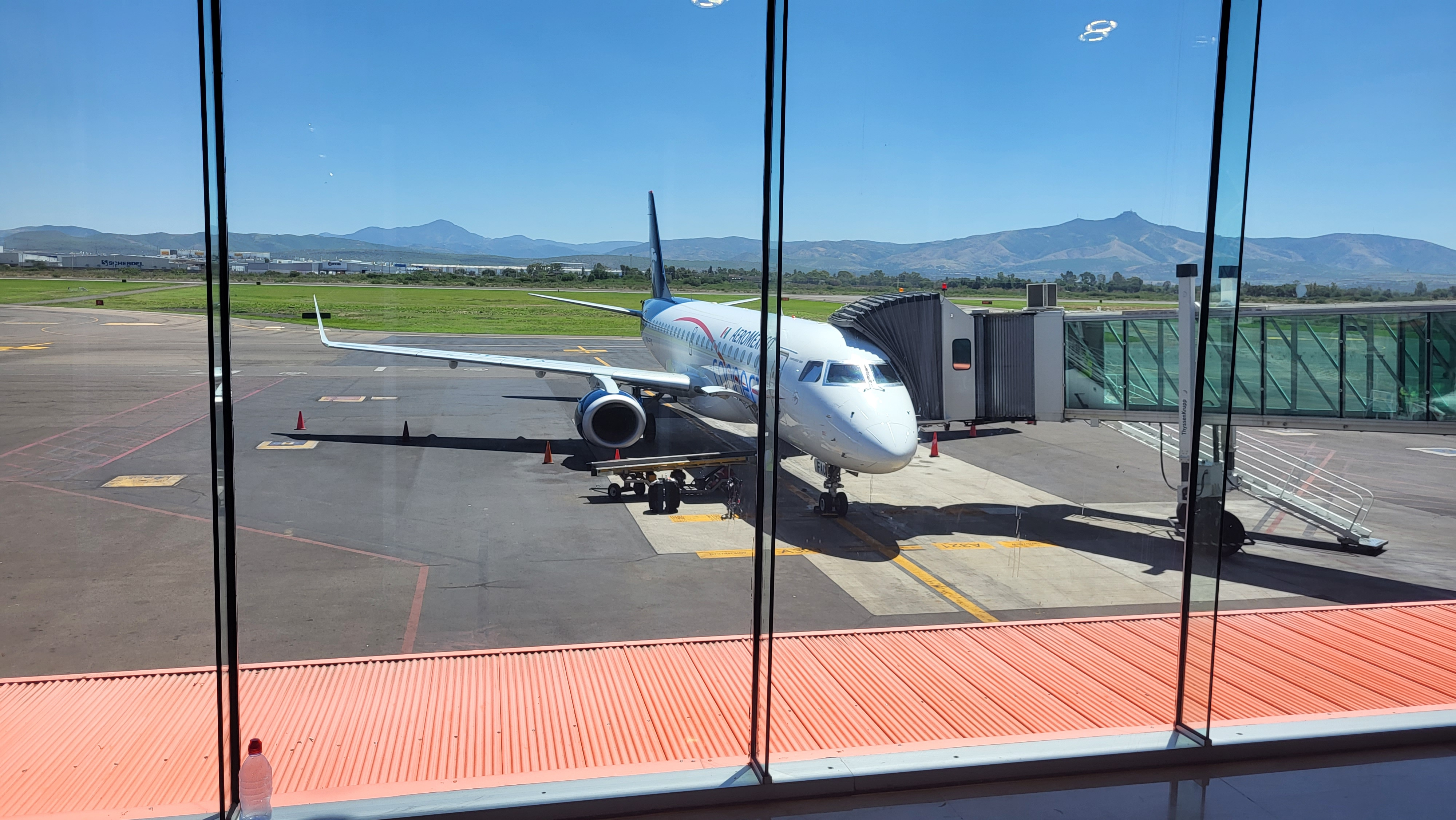
Embraer 190 de Aeroméxico en el aeropuerto.

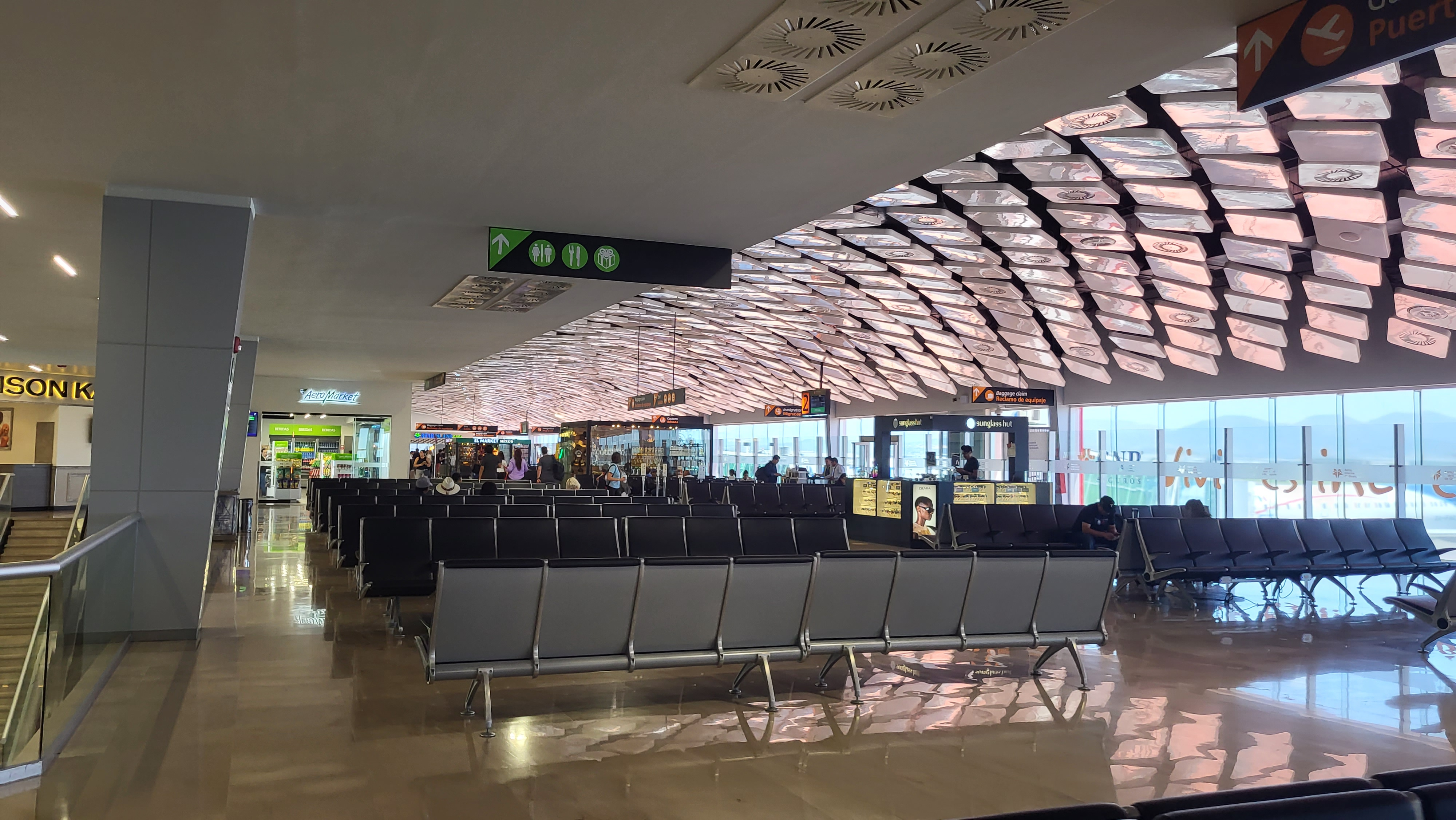
Sala de última espera.

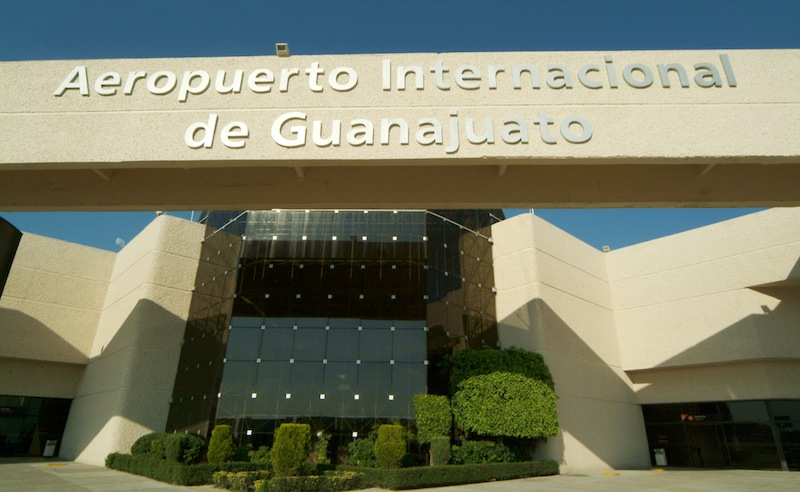
Exterior del aeropuerto.

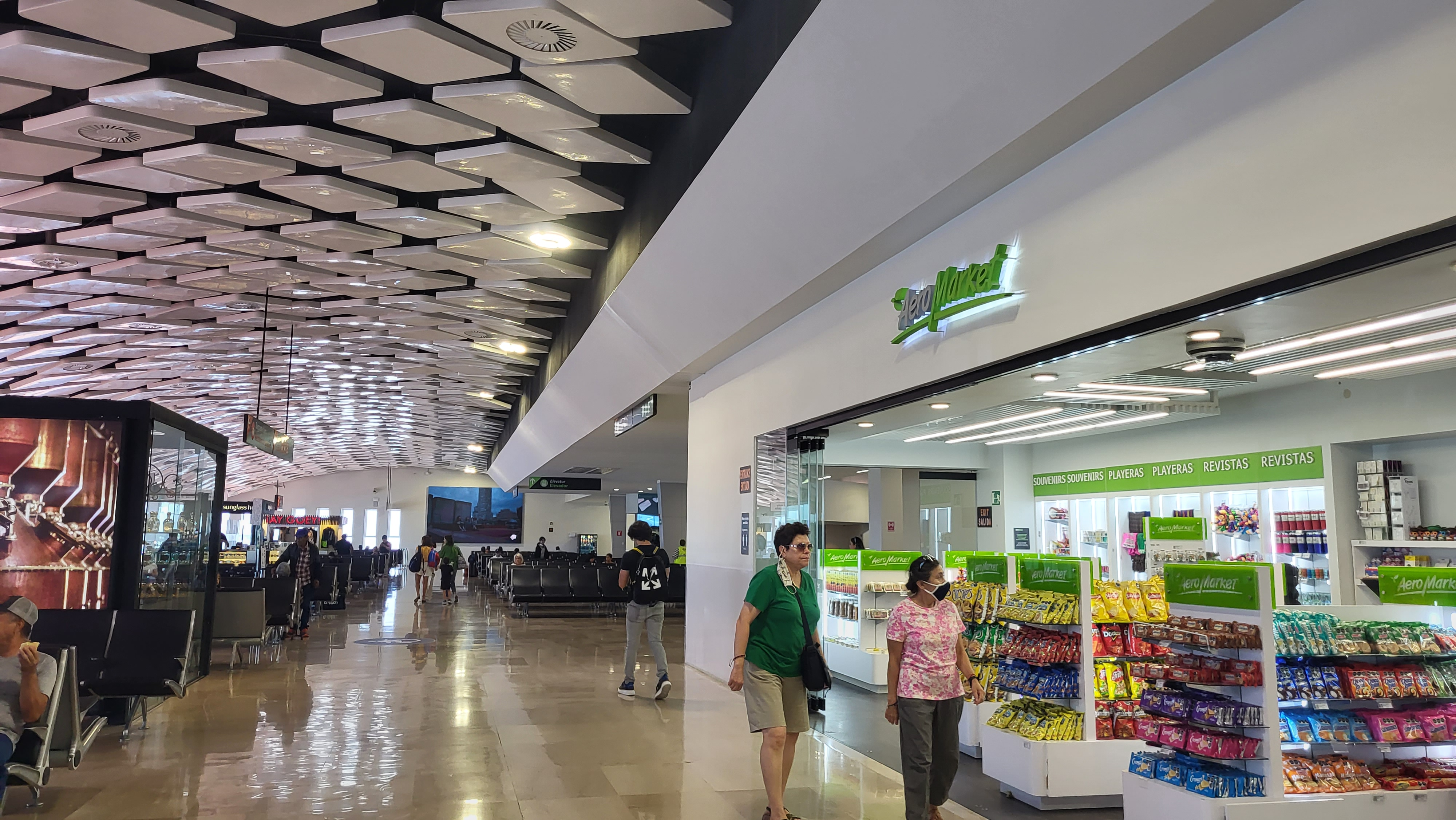
Sala de última espera y Aeromarket en el aeropuerto.

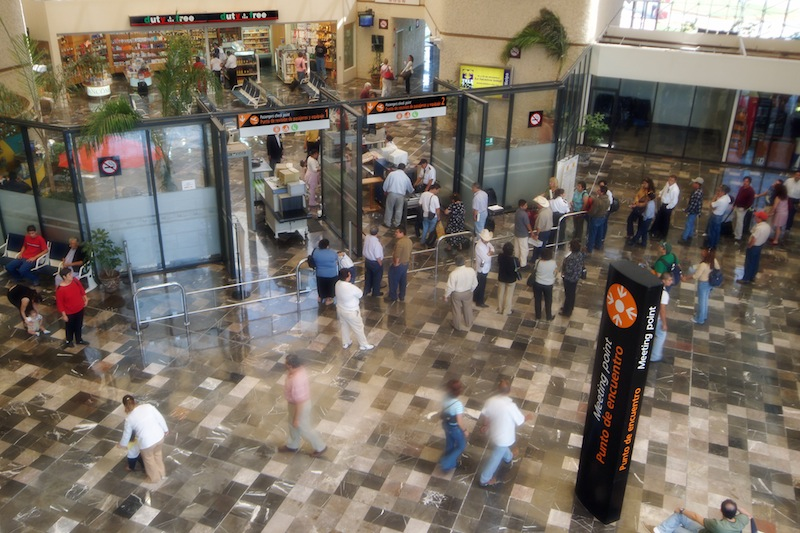
Área de salidas y arcos de seguridad.

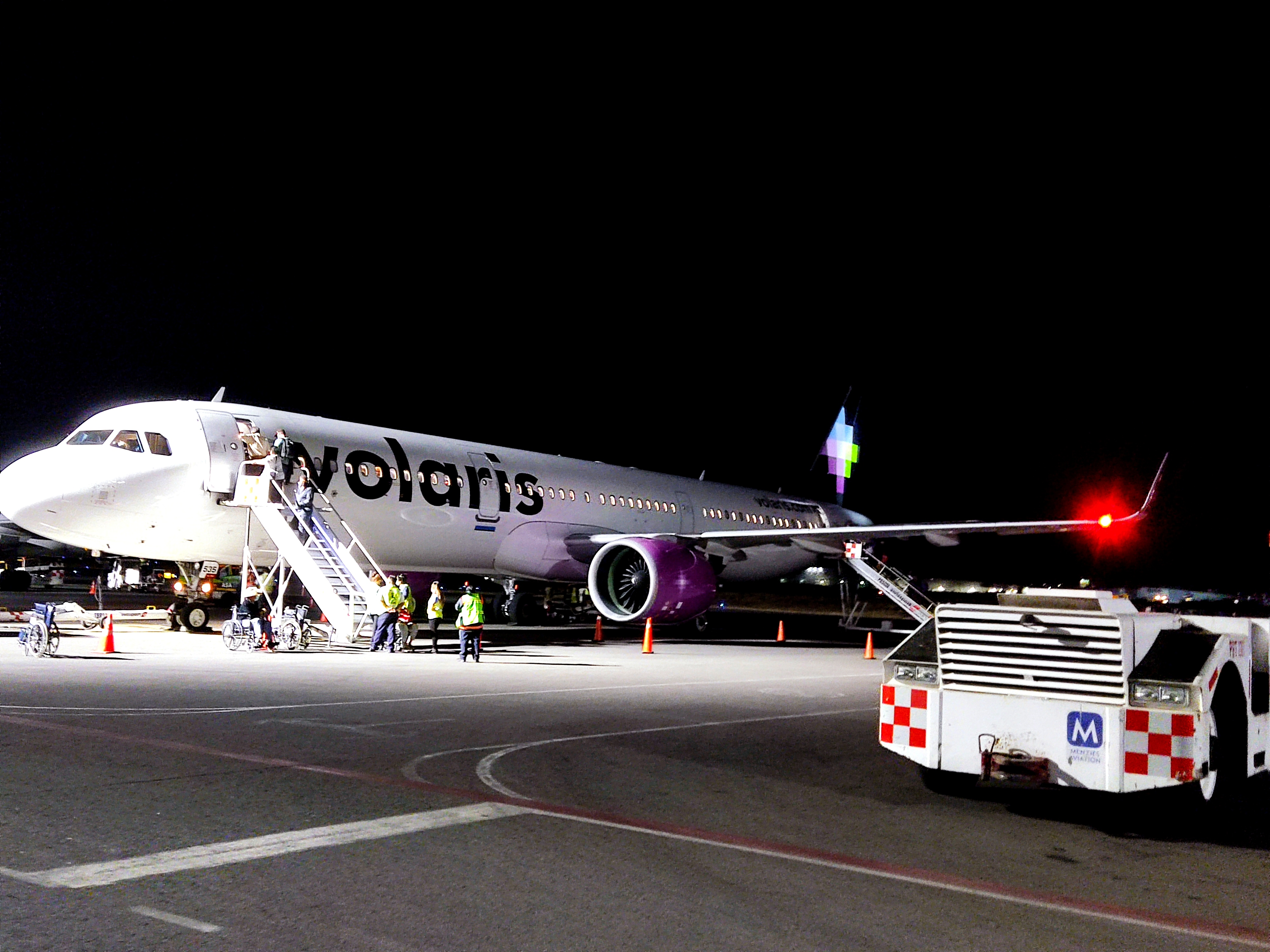
Airbus A321-271N de Volaris (N535VL) en plataforma.

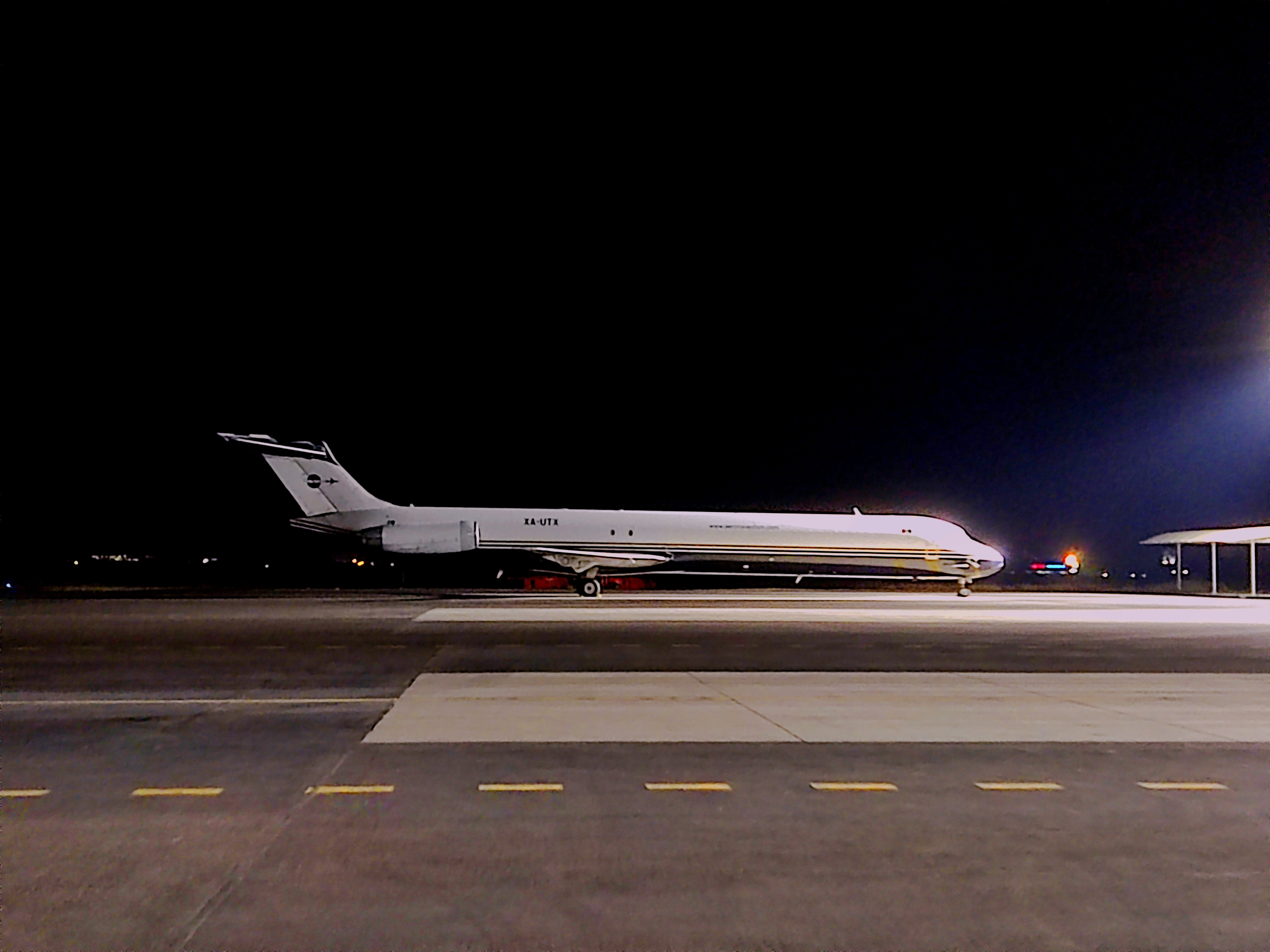
McDonnell Douglas MD-82(SF) de Aeronaves TSM (XA-UTX) en plataforma.

| Destinos por aerolínea                                                                                             | Destinos por aerolínea | Destinos por aerolínea | Destinos por aerolínea |
| Aerolínea | Destinos |                        |                        |
| --- | --- | ---------------------- | ---------------------- |
| Aeroméxico | Ciudad de México |                        |                        |
| Aeroméxico Connect                                                                                                 | Atlanta, Ciudad de México |                        |                        |
| American Airlines                                                                                                  | Dallas/Fort Worth |                        |                        |
| American Eagle | Estacional: Dallas/Fort Worth |                        |                        |
| United Airlines | Houston-Intercontinental |                        |                        |
| United Express | Houston-Intercontinental |                        |                        |
| Viva | Cancún, Chicago–O'Hare, Ciudad de México–AIFA, Ciudad Juárez, Dallas/Fort Worth, Houston-Intercontinental, Mérida, Monterrey, San Antonio, Tijuana          |                        |                        |
| Volaris | Cancún, Chicago-Midway, Chicago-O'Hare, Fresno, Los Ángeles, Mexicali, Monterrey, Oakland, Ontario, Puerto Vallarta, Sacramento, San José del Cabo, Tijuana |                        |                        |
| Total: 21 destinos (10 nacionales, 11 internacionales), 8 aerolíneas (4 nacionales, 4 internacionales), 3 alianzas | |                        |                        |

### Destinos nacionales
Se brinda servicio a 10 ciudades dentro del país a cargo de 4 aerolíneas. El destino de Aeroméxico también es operado por Aeroméxico Connect.
| Cancún (CUN)           | • | • |   |   | 2  |
| Ciudad de México (MEX) |   |   | • |   | 1  |
| Ciudad de México (NLU) |   | • |   |   | 1  |
| Ciudad Juárez (CJS)    |   | • |   |   | 1  |
| Los Cabos (SJD)        | • |   |   |   | 1  |
| Mérida (MID)           |   | • |   |   | 1  |
| Mexicali (MXL)         | • |   |   |   | 1  |
| Monterrey (MTY)        | • | • |   |   | 2  |
| Puerto Vallarta (PVR)  | • |   |   |   | 1  |
| Tijuana (TIJ)          | • | • |   |   | 2  |
| Total                  | 6 | 6 | 1 | 0 | 10 |

### Destinos internacionales
Se brinda servicio a 11 ciudades extranjeras, todas en Estados Unidos, a cargo de 7 aerolíneas.
| Ciudades                                   | Nombre del aeropuerto                              | Aerolíneas                                             |              |
| Norteamérica                               | Norteamérica                                       | Norteamérica                                           | Norteamérica |
| ------------------------------------------ | -------------------------------------------------- | ------------------------------------------------------ | ------------ |
| Estados Unidos (12 destinos, 7 aerolíneas) |                                                    |                                                        |              |
| Atlanta (Georgia)                          | Aeropuerto Internacional Hartsfield-Jackson        | Aeroméxico Connect                                     |              |
| Chicago (Illinois)                         | Aeropuerto Internacional Midway                    | Volaris                                                |              |
| Chicago (Illinois)                         | Aeropuerto Internacional O'Hare                    | Viva / Volaris                                         |              |
| Dallas (Texas)                             | Aeropuerto Internacional de Dallas-Fort Worth      | American Airlines / American Eagle (Estacional) / Viva |              |
| Fresno (California)                        | Aeropuerto Internacional de Fresno-Yosemite        | Volaris                                                |              |
| Houston (Texas)                            | Aeropuerto Intercontinental George Bush            | United Airlines / United Express / Viva                |              |
| Los Ángeles (California)                   | Aeropuerto Internacional de Los Ángeles            | Volaris                                                |              |
| Oakland (California)                       | Aeropuerto de Oakland de la Bahía de San Francisco | Volaris                                                |              |
| Ontario (California)                       | Aeropuerto Internacional LA/Ontario                | Volaris                                                |              |
| Sacramento (California)                    | Aeropuerto Internacional de Sacramento             | Volaris                                                |              |
| San Antonio (Texas)                        | Aeropuerto Internacional de San Antonio            | Viva                                                   |              |
| Total: 11 destinos, 1 país, 7 aerolíneas   |                                                    |                                                        |              |

## Estadísticas

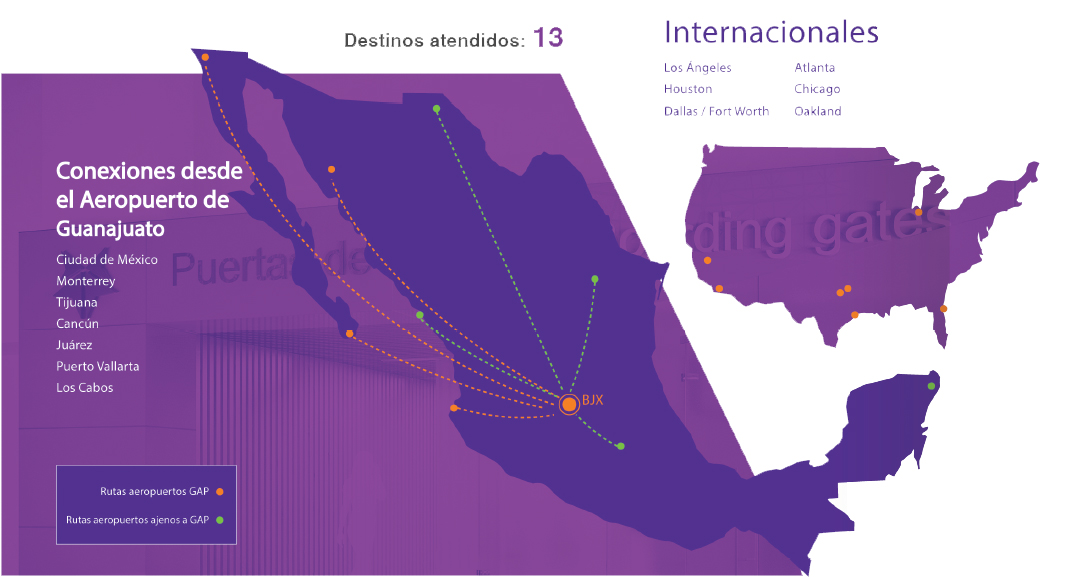
Destinos del aeropuerto.

### Tráfico anual
| Año  | Pasajeros Totales | cambio en % |
| 2008 | 1,102,800         | Sin cambios |
| 2009 | 886,100           | 19.65%      |
| 2010 | 853,800           | 3.5%        |
| 2011 | 854,200           | 0.50%       |
| 2012 | 950,300           | 11.30%      |
| 2013 | 998,100           | 5.02%       |
| 2014 | 1,222,100         | 22.44%      |
| 2015 | 1,492,100         | 22.09%      |
| 2016 | 1,711,400         | 16.19%      |
| 2017 | 1,955,600         | 14.30%      |
| 2018 | 2,323,772         | 19.76%      |
| 2019 | 2,746,824         | 18.21%      |
| 2020 | 1,387,700         | 49.6%       |
| 2021 | 2,119,000         | 52.7%       |
| 2022 | 2,581,976         | 23.1%       |
| 2023 | 3,195,946         | 23.8%       |
| 2024 | 3,179,905         | 0.50%       |
| ---- | ----------------- | ----------- |

### Rutas más transitadas
| Número | Ciudad                                 | Pasajeros | Ranking     | Aerolínea                      |
| ------ | -------------------------------------- | --------- | ----------- | ------------------------------ |
| 1      | Tijuana, Baja California               | 343,343   | Sin cambios | Viva, Volaris                  |
| 2      | Ciudad de México                       | 181,111   | 1           | Aeroméxico, Aeroméxico Connect |
| 3      | Cancún, Quintana Roo                   | 166,547   | 1           | Viva, Volaris                  |
| 4      | Monterrey, Nuevo León                  | 131,675   | Sin cambios | Viva                           |
| 5      | Puerto Vallarta, Jalisco               | 65,284    | Sin cambios | Volaris                        |
| 6      | Ciudad Juárez, Chihuahua               | 59,818    | Sin cambios | Viva                           |
| 7      | Mérida, Yucatán                        | 32,574    | 2           | Viva, Volaris                  |
| 8      | San José del Cabo, Baja California Sur | 31,226    | 1           | Volaris                        |
| 9      | Mexicali, Baja California              | 22,331    | 1           | Volaris                        |
| 10     | Hermosillo, Sonora                     | 13,654    | Sin cambios | Volaris                        |

| Número | Ciudad                                          | Pasajeros | Ranking     | Aerolínea                               |
| ------ | ----------------------------------------------- | --------- | ----------- | --------------------------------------- |
| 1      | Dallas, Texas                                   | 130,818   | Sin cambios | American Airlines, American Eagle, Viva |
| 2      | Houston, Texas                                  | 114,615   | Sin cambios | United Airlines, United Express, Viva   |
| 3      | Chicago, Illinois (aeropuertos Midway y O'Hare) | 77,717    | Sin cambios | Viva, Volaris                           |
| 4      | Oakland, California                             | 38,997    | Sin cambios | Volaris                                 |
| 5      | Los Ángeles, California                         | 31,778    | Sin cambios | Volaris                                 |
| 6      | Atlanta, Georgia                                | 21,728    |             | Aeroméxico Connect                      |
| 7      | Fresno, California                              | 20,098    | Sin cambios | Volaris                                 |
| 8      | Sacramento, California                          | 18,554    | 2           | Volaris                                 |
| 9      | San José, California                            | 15,612    | 1           | Volaris                                 |
| 10     | San Antonio, Texas                              | 13,154    | 1           | Viva                                    |

Nota
1. ↑  Las estadísticas oficiales incluyen los aeropuertos Midway y O'Hare.

## Servicios

### Transporte Terrestre
- Primera Plus Ofrece de transporte desde la terminal de autobuses de León Gto al Aeropuerto Internacional del Bajio. 7:00 a. m. y 13:50  ($66).
- Servicio de Taxi
- Servicio de Uber
- Unebus. App que brinda servicio en Purísima del Rincón, San Francisco del Rincón, León, San Miguel de Allende, Silao y Guanajuato. La ruta Purísima del Rincón-Guanajuato tiene un costo de $85. El servicio cuenta con 18 horarios con destino a la Central de Autobuses de León, 8 horarios con destino a Guanajuato capital y ocho horarios con destino a Silao e Irapuato.
- Vivabus. Ofrece servicios programados para cada uno de los vuelos de Viva. Las salidas de la Central de Autobuses son 2:30 horas antes de la salida del vuelo. Las salidas del Aeropuerto son 30 minutos después de la llegada de cada vuelo.

### Alquiler de Autos
- *Veico Car Rental

### Estacionamiento
- Estacionamiento Aeropuerto
- Park and Fly Bajío

## Aerolíneas que volaban anteriormente al AIG
| Aerolíneas |
| --- |
| Aeromar, Alma de México, Aviacsa, Avolar, Calafia Airlines, Delta Air Lines, Delta Connection, Interjet, Mexicana, SARO, TAESA, TAR |

## Accidentes e incidentes
- El 11 de abril de 2021 una aeronave Piper PA-34-200T Seneca II con matrícula XB-FHY que operaba un vuelo privado entre el Aeropuerto del Bajío y el Aeropuerto de Querétaro sufrió un colapso del tren de aterrizaje tras aterrizar en su destino, haciendo cerrar las operaciones en el aeropuerto por 3 horas. No se reportaron heridos.[5][6]

## Galería de fotos

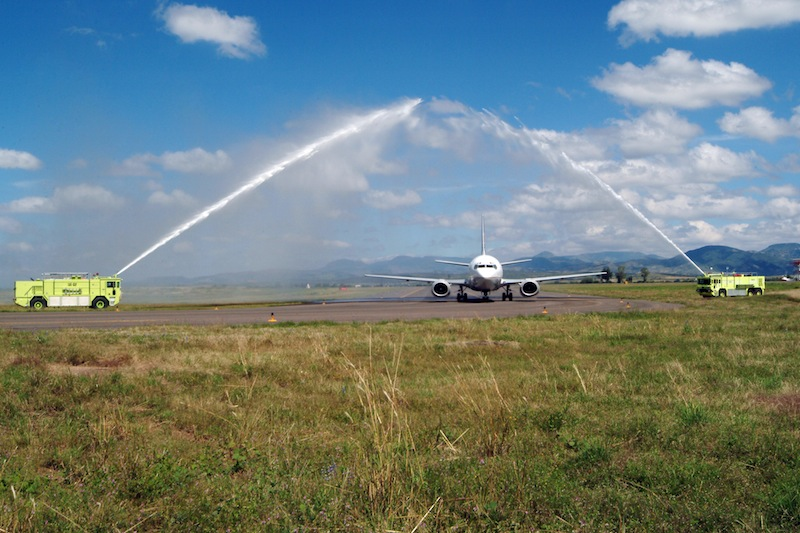
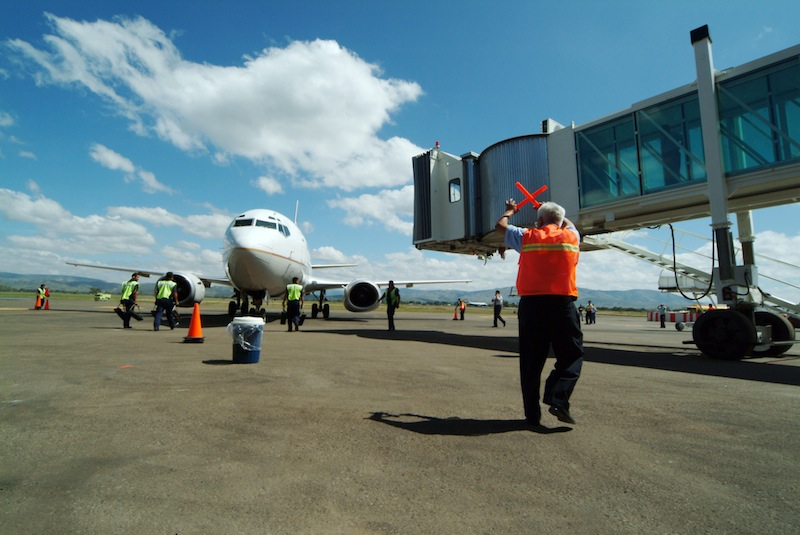
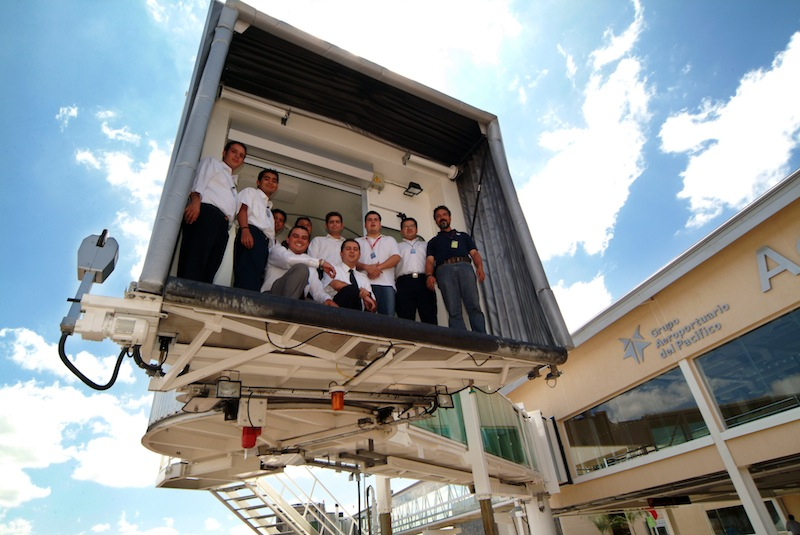
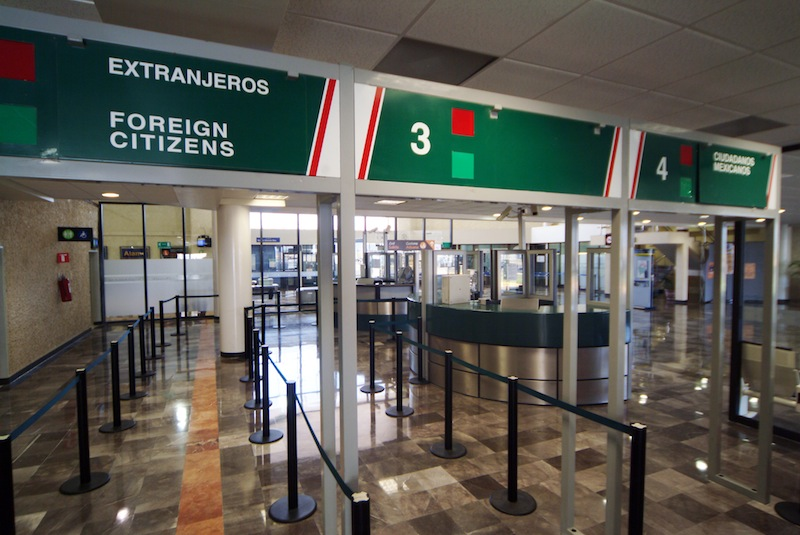
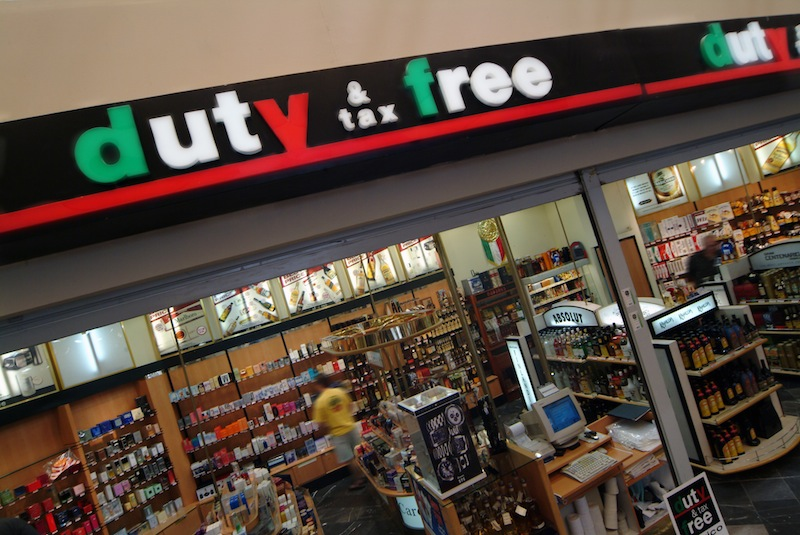
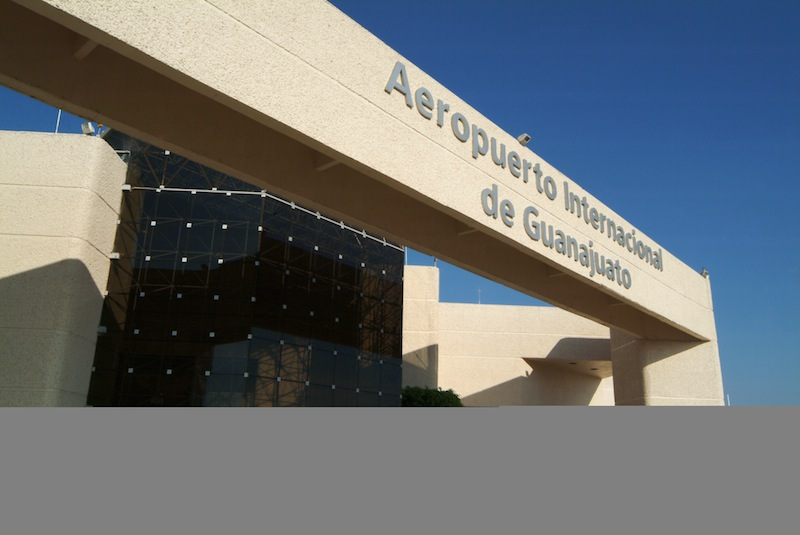
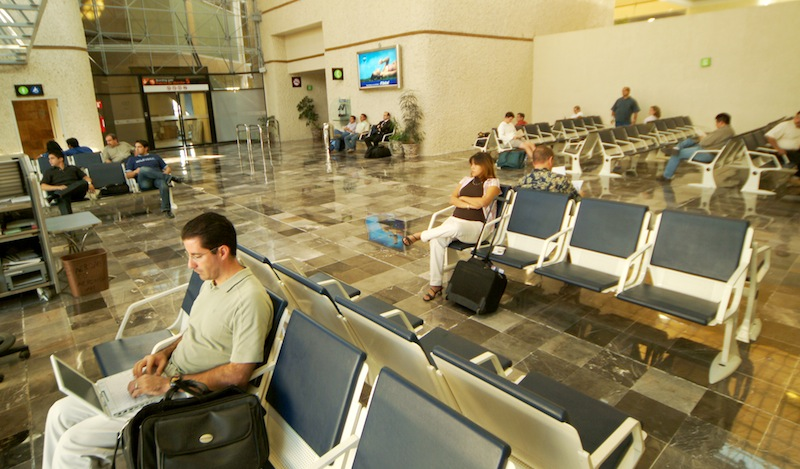

## Aeropuertos cercanos
Los aeropuertos más cercanos son:
- Aeropuerto Internacional de Aguascalientes (124km)
- Aeropuerto Internacional General Francisco J. Múgica  (130km)
- Aeropuerto Intercontinental de Querétaro (133km)
- Aeropuerto Internacional de San Luis Potosí (144km)
- Aeropuerto Internacional de Uruapan (182km)